# Xerophloea viridis
Xerophloea viridis är en insektsart som beskrevs av Fabricius 1794. Xerophloea viridis ingår i släktet Xerophloea och familjen dvärgstritar. Inga underarter finns listade i Catalogue of Life.